# エドゥアール・ミシュラン
エドゥアール・ミシュラン（Édouard Michelin）は
- エドゥアール・ミシュラン（1859年 - 1940年）ミシュラン社の創業者。
- エドゥアール・ミシュラン（1963年8月13日 - 2006年5月26日）本項で詳述。ミシュラン社の取締役（CEO）。創業者の曾孫。

## 経歴
1963年8月13日クレルモン＝フェランに生まれ、2006年5月26日サン島沖にて死去。
クレルモン＝フェランの私立マシヨン校を卒業後、ヴェルサイユの私立サント・ジュヌヴィエーヴ高校で学ぶ。パリのグランゼコールの一つ、エコール・サントラル・パリで学位を取得し、その後1987年-1988年原子力潜水艦での軍務に就く。
1985年父フランソワ・ミシュランの指示によりミシュラン社へ合流する。まずル・ピュイ＝アン＝ヴレの工場の製造主任になり、それからソーヌ＝エ＝ロワール県のモンソー・レ・ミーヌの班長となる。
1989年、ミシュラン北米支社の指揮を執る。カルロス・ゴーン（後日ルノー・日産自動車のCEOとなる）の采配の下、北米の工場の統合の工業生産の指揮経験を積み、そしてまたトラック用タイヤの営業及び配送の責任者となった。
1991年には共同取締役に任命され、1993年半ばには父とルネ・ザングラフのクレルモン・フェランにあるミシュラン本社に合流する。1999年6月11日、父の後を継いで百十余年の歴史を持つ名門企業の総裁に就任する。
2004年彼はミシュランブランドのマーケティングをその最も良く知られたマスコットであるビバンダムの使用無しで行うことを提案した。しかし株主たちはその考えに反対した。
2006年5月26日サン島l'île de Sein沖で漁船「リベルテ号」の海難事故により死去。遺体はフランス北西部沖合いのサン島沖で発見された。
1992年彼の兄であるエティエンヌ・ミシュラン神父のもとシャルトル・ノートルダム大聖堂で結婚。6人の子の父親であった。
神学、グレゴリオ聖歌および山の散歩が好きだった。また彼はWorld Business Council for Sustainable Developmentのメンバーであった。